# Anastasia Dicescu
Anastasia Dicescu (n. 27 februarie 1887, Gălești, raionul Strășeni, Republica Moldova – d. 1945, Bucerdea Grânoasă, Alba, România) a fost o cântăreață de operă și profesoară din Basarabia, actualmente Republica Moldova.
S-a născut în familia lui Pavel Dicescu (1837–1909) și Eugenia (născută Teodosiu; 1855–1933); a avut 3 frați și surori. Tatăl său era conducătorul Societății Culturale Moldovenești. A făcut studii muzicale la Sankt Petersburg, la Conservatorul din Odesa și la Academia de Muzică din Roma (1914–1916) cu Antonio Cottogni⁠(d).
În cariera sa, a activat, inclusiv ca pedagog, în mai multe instituții de artă: directoare a Operei basarabene (1919–1923), directoare și profesoară (clasa de operă) la Conservatorul „Unirea” din Chișinău (1919–1936), profesoară de canto la Conservatorul Național din Chișinău (1932–1934), solistă a Operei din Cluj (1923–1925), profesoară la Academia Regală de Muzică și Artă Dramatică din București (1936–1942). În 1918, pune la Chișinău bazele „Societății Muzicale Române” din Basarabia, pe care o conduce până în 1940, când este nevoită să se refugieze.
Cu o voce de soprană, s-a impus pe scena lirică prin temperamentul scenic și ambitus amplu. Printre rolurile interpretate se numără:
- Violetta în Traviata;
- titulară în Aida;
- Gilda în Rigoletto;
- Margareta în Faust;
- Rosina în Bărbierul din Sevilla etc.

Anastasia a colaborat cu dirijorii George Enescu, Jean Bobescu, Umberto Pessione, Marcu Pester, Mihail Bârcă; soliștii N. Nagacevschi, R. Steiner, M. Izar, I. Athanasiu, P. Păldăraru, V. Malanețchi, E. Rodrigo, G. Zaic-Borelli, I. Gorsky, L. Kantet, Gr. Melnic, E. Ivoni; pianiștii I. Guz, C. Fainstein, I. Bazilevschi, A. Alhazov, A. Smericinschi.
În anii de război s-a refugiat în România. În anul 1944 era în Râmnicu Vâlcea, după care a fost internată într-un spital din Sibiu, suferind de o boală la plămâni. Moare în 1945 la Bucerdea Grânoasă, județul Alba, răpusă de tuberculoză.
„Fetele Dicescu și întreaga familie Dicescu au părăsit în grabă, la 27 martie, într-o căruță cu fân, cu un geamantan și doi cai, Găleștiul lor drag, cerul lor albastru, câinii și animalele lor, «o Basarabie pe care o iubesc. Și nu știu dacă te voi revedea vreodată».”—Anastasia Dicescu in jurnalul ei.